# Paconius Saturninus
Paconius Saturninus (sein Praenomen ist nicht bekannt) war ein im 2. oder 3. Jahrhundert n. Chr. lebender Angehöriger des römischen Ritterstandes (Eques).
Durch eine Weihinschrift, die beim Kastell Camboglanna gefunden wurde und die auf 122/300 datiert wird, ist belegt, dass Saturninus Präfekt war. Laut John Spaul war er Präfekt der Cohors II Tungrorum, die in der Provinz Britannia stationiert war.